# You're Not Alone (píseň, Owl City)
You're Not Alone je singl od americké synthpopové skupiny Owl City. Byla složená skladatelem, producentem a zpěvákem Adamem Youngem, který je v písni doprovázen americkou křesťanskou zpěvačkou Britt Nicole. Na iTunes vyšla 7. října 2014.

## Okolnosti vzniku alba
26. září 2014 Adam na sociálních sítích zveřejňuje krátké video s popisem: "Jen taková malá informace pro vás všechny. Určitě si sem přijďte v pondělí přečíst oznámení o nové Owl City hudbě." A ve videu potom pokračuje: "Ahoj lidi, chtěl bych vám poděkovat za trpělivost během těch několika posledních měsíců. V pondělí pro vás mám velmi vzrušující a důležité oznámení týkající se nové hudby. Zůstaňte naladěni."
29. září tedy vydává další video s komentářem: "Příští úterý vydám DVĚ nové písně a strašně se těším, až si je poslechnete. Jedna se jmenuje "You're Not Alone" a vystupuje zde Britt Nicole, zatímco druhá má název "Tokyo" a spoluúčinkují moji noví přátelé SEKAI NO OWARI! Zůstaňte naladěni pro více detaily!" A v minutu a půl dlouhém videu blíže popisuje nové písně za zvuků právě těchto skladeb: "Takže, moji kamarádi, jak se daří? Přináším vám velmi vzrušující novinky. Příští úterý vydám dvě skladby z mého blížícího se alba, které se jmenují: "You're Not Alone" s Britt Nicole, mou oblíbenou umělkyní. Britt je talent, chodící talent, takže spulupráce s ní na tomto tracku pro mě byla velká čest a její přispění k němu bylo fenomenální. Téma songu je trošku víc nadpřirozené, založené na mé osobní víře, na mém vlastním vztahu k Bohu. Takže byla velká pocta pracovat s takovým přirozeným talentem, mnohem lepší, než jsem si to představoval... Další track je nazvaný "Tokyo", kde účinkují moji noví, ale velmi dobří přátelé z Japonska Sekai No Owari. Zase, je to velká čest mít tak talentované umělce, kteří mi pomohli svými připomínkami dělat to, co dělám, a posunout projekt na vyšší úroveň, tak jsem z nové písně opravdu nadšený. V Tokiu a Japonsku obecně jsem strávil hodně času. V posledních pěti, šesti letech jsem tam byl hodněkrát a strávil tam spoustu pozdních nocí s pásmovou nemocí a takovými těmi věcmi, když jste vzhůru celou noc, takže noc je pro mě nejproduktivnější čas pro práci, psaní a vytváření. "Tokyo" teda bylo součástí toho všeho... Takže dvě skladby. Příští úterý. Nezapomeňte. Velmi vzrušující. Zatím ahoj."
Už 9. října se ale vědělo o chystané písni a to z interview pro Power88fm zveřejněného na SoundCloud: "Píseň byla inspirovaná zprávou z novin, kterou jsem četl online. Byla o súdánské ženě, která šla do vězení za to, že byla křesťanka. Byla odsouzena k trestu smrti oběšením a pamatuju si, že když jsem to četl, tak jsem si myslel: 'Jak beznadějně se musela cítit?' Opravdu nemám nejmenší ponětí, jaké to je. Díkybohu byla nakonec zachráněna a odvezena zpět do Států, ale Bůh použil tohoto příběhu, aby se dotkl mého srdce a řekl: Pro vás, kteří si vyberete následovat Ježíše a ctít ho celým svým srdce, tu bude s vámi a nehledě na to, jak temný se den může zdát, nejste sami a Bůh ví naprosto přesně, čím procházíte. To byl pocit z této písně, což je podle mě něco, co se vztahuje ke každému z nás. Nakonec navzdory všem očekáváním, poselství písně je, že existuje naděje a ta naděje je Ježíš Kristus." V pozadí hraje tato skladba a lze zaslechnout slova z ní: "You rescued me and I believe that God is Love and He is all I need from this day forth to all eternity." ("Zachránil jsi mě a já věřím, že Bůh je Láska a je vše, co potřebuju, od tohoto dne až na věky.")
Singl vyšel spolu se svým "dvojčetem", rovněž singlem, nazvaným "Tokyo", 7. října a oficiální lyric video bylo vydáno na OwlCityVEVO na druhý den, tedy 8. října. Toto video ale (jak i Adam uvedl) obsahuje chybu: část "For God so loved the world He taught for me" má být správně "For God so loved the world He died for me".
21.10. 2014 na Twitteru píše, že se předešlý týden "You're Not Alone" umístila na druhé příčce Spotify Viral Chart a podněcuje fanoušky otázkou: "ANO. Dokážem to znovu?" 
Skladba sklidila kvůli svému nábožensky zaměřenému obsahu jak pozitivní, tak negativní reakce.

## Poselství písně
Píseň vyjadřuje Adamovu důvěru v to, že Ježíš Kristus "stačí", a jeho víru v Boha během životních trápení. V interview řekl, že byl inspirovaný příběhem Meriam Ibrahim, súdánské křesťanky, která byla uvězněná a čelila trestu smrti kvůli své víře.